# Emil Vacek
Emil Vacek (20. prosince 1914 Osijek – 5. května 1973 Tábor) byl český pedagog, učitel hudby.

## Život
Učil hudební výchovu ve škole v Jílovém u Prahy, po přestěhování do Tábora vyučoval v místní LŠU hudební nauky a sborový zpěv, dojížděl i do Chýnova.
Dne 1. února 1962 byl jmenován ředitelem LŠU v Táboře, v roce 1967 byl sbormistrem táborského Hlaholu.